# Міхаіл Поп
Міхаіл Поп (нар. 31 жовтня 1955, село Середнє Водяне, Україна) — економіст з Республіки Молдова, міністр фінансів в кабінеті Василя Тарлєва (2005—2008).

## Життєпис
Міхаіл Поп народився 31 жовтня 1955 року в селі Апша-де-Мійлок Закарпатської області (нині в Україні). Закінчив у 1977 році Політехнічний інститут «Сергій Лазо» м. Кишинева за спеціальністю «економіка та організація харчової промисловості», отримавши кваліфікацію інженера-економіста.
Після закінчення Політехнічного інституту він працював робітником 5-го розряду на тютюново-ферментаційній фабриці в місті Фелешти, а потім виконував обов'язки начальника відділу планування цього підприємства в період 1977—1986 років.
У 1986 році він був прийнятий на посаду головного економіста, координатора промисловості Регіональної агропромислової асоціації в місті Фелешти. З 1989 року переведений інструктором організаційного відділу Фелештського райкому КПРС.
У 1990 році був обраний начальником фінансового відділу Фелештського району, потім у 1991—1994 роках обіймав посаду заступника голови Фелештського районного виконавчого комітету, начальника фінансово-економічного відділу.
З 1994 по 1999 рік очолював Державну фіскальну інспекцію міста Бєльці. З 25 березня 1999 року по 3 травня 2005 року працював начальником Головної державної фіскальної інспекції при Міністерстві фінансів.
Рішенням Уряду Республіки Молдова № 385 від 4 травня 2005 року Михайло Поп призначений заступником міністра фінансів. 12 жовтня 2005 року Указом Президента Республіки Молдова призначений міністром фінансів замість Зінаїди Гречаний.
З 20 жовтня 2005 року призначений на посаду Голови Чорноморського банку торгівлі та розвитку від Республіки Молдова. 9 грудня 2005 року від Республіки Молдова був призначений на посаду Керуючого Світового банку. Звільнений з посади міністра 31 березня 2008 року з формуванням нового уряду на чолі з Зінаїдою Гречаний. 3 квітня 2008 року Михайло Поп, екс-міністр фінансів, був призначений головою Апарату уряду.
31 жовтня 2005 року нагороджений орденом «Gloria Muncii» за багаторічну та плідну працю в органах державного управління, внесок у вдосконалення економіко-фінансової системи та високий професіоналізм.
Міністр Михайло Поп одружений, має двох дітей.